# Julio Chávez (diseñador)
Julio Chávez (Ahualulco de Mercado, Jalisco, México; 18 de mayo de 1920 - Ciudad de México, México; 21 de diciembre de 2013) fue un diseñador de moda mexicano conocido por su trabajo como diseñador de vestuario para teatro y televisión.

## Biografía
Nació en Ahualulco de Mercado, Jalisco en una familia de agricultores siendo el segundo de nueve hijos, cuatro de sus hermanos fallecieron y su madre murió dando a luz a su último vástago cuando Julio tenía siete años; a los quince años, tras vivir una temporada en el campo para separase de su padre que se casó con otra mujer a los tres meses de enviudar, se mudó a la Ciudad de México, lugar donde residió el resto de su vida.
A finales de los 40 luego de ganar cierta fama como vestuarista decidió llevar a su tía y su prima a vivir con él en la ciudad.

## Carrera
Desde 1936 trabajó como sastre, y también vestía vedettes en los teatros de revista; sin embargo no fue hasta el 48 que vistió su primera película y empezó a ganar cierto reconocimiento; en la década de los 50 vistió a varias celebridades como Ninón Sevilla, Lola Beltrán, La Prieta Linda, Sara Montiel, María Victoria, entre otras.
En 1953 el fotógrafo Nacho López fotografió a una prima de Chávez caminando por la calle de Madero (aunque también se discute que se trata de la actriz Maty Huitrón) en una serie fotográfica que luego fue conocida como "Cuando una mujer guapa pasea por Madero", el vestido entallado que utiliza la modelo es de Julio Chávez.
En 1977 vistió a las concursantes de Señorita México luego de presentarse a las instalaciones de Televisa para sugerir su participación en el certamen; después participó como modista del mismo programa de 1981 a 1985.
En 1991 publicó su autobiografía "Vestidas y Desvestidas" en la que narra su vida y el ambiente de la farándula de la Época de Oro del cine mexicano.; finalmente, aunque nunca se retiró hizo un último vestido a la vedette Anamía en 2003 y tras una larga carrera como modisto falleció a los 93 años el 21 de diciembre de 2013

## Filmografía
- 1983 Viva el chubasco
- 1979 ¿A que le tiras cuando sueñas... Mexicano?
- 1974 En busca de un muro
- 1973 El amor tiene cara de mujer
- 1973 El principio
- 1971 El hacedor del miedo
- 1969 Con licencia para matar
- 1968 Dos gemelas estupendas
- 1968 Duelo en el dorado
- 1968 El hacedor del miedo
- 1968 La horripilante bestia humana
- 1968 Pancho Tequila
- 1968 Tres noches de locura
- 1967 Amor sobre ruedas
- 1967 Los amores de Juan Charrasqueado
- 1967 Las tigresas
- 1967 Vuelve el doctor Satán
- 1966 ¡Adiós cuñado!
- 1966 Amanecí en tus brazos
- 1966 Amor a ritmo de go-go
- 1966 Los ángeles de Puebla
- 1966 Los años verdes
- 1966 Despedida de casada
- 1966 Doctor Satán y la magia negra
- 1966 Un dorado de Pancho Villa
- 1966 Gregorio y su ángel
- 1966 Novias impacientes
- 1966 Requiem para un canalla
- 1965 ¡Viva Benito Canales!
- 1962 La tórtola del Ajusco
- 1961 Las leandras
- 1961 Viva Jalisco que es mi tierra
- 1960 Poker de reinas
- 1960 Una estrella y dos estrellados
- 1960 La sombra del Caudillo (vestuario adicional)
- 1960 La nave de los monstruos
- 1959 Misterios de ultratumba
- 1959 Vístete Cristina
- 1959 El cofre del pirata
- 1959 Tres lecciones de amor
- 1958 Señoritas
- 1958 Cada quién su música
- 1958 Angel del infierno
- 1958 Impaciencia del corazón
- 1958 Tres lecciones de amor
- 1958 El derecho a la vida
- 1958 El supermacho
- 1958 Estampida
- 1958 Concurso de belleza
- 1958 Yo quiero ser artista
- 1958 Maricruz
- 1958 Mi desconocida esposa
- 1958 El diario de mi madre
- 1957 El pantano de las ánimas
- 1957 Locos peligrosos
- 1957 Hora y media de balazos
- 1957 Alma de acero
- 1957 Al compás del rock and roll
- 1957 Cien muchachas'
- 1957 La flecha envenenada
- 1956 La faraona
- 1956 Una lección de amor
- 1956 Policías y ladrones
- 1956 Pensión de artistas
- 1956 Caras nuevas
- 1955 Melodías de amor
- 1955 Cadena de mentiras
- 1955 Qué lindo Cha Cha Cha
- 1955 Los líos de Barba Azul
- 1954 Estoy taan enamorada
- 1954 El Vizconde de Montecristo
- 1954 Cantando nace el amor
- 1954 As negro
- 1954 Contigo a la distancia
- 1954 Amor de lejos
- 1954 Se solicitan modelos
- 1954 La rebelión de los colgados
- 1954 El vizconde de Montecristo
- 1954 Educando a papá
- 1954 Las nenas del 7
- 1954 Al son del charleston
- 1954 Los aventureros
- 1954 Tres bribones
- 1954 Contigo a la distancia
- 1954 Los paquetes de Paquita
- 1954 El Barbazul
- 1954 Qué bravas son las costeñas
- 1954 Yo fui el novio de Rosita Alvirez
- 1954 Música, espuelas y amor
- 1954 Cupido pierde a Paquita
- 1954 El asesino X
- 1954 Abajo el telón
- 1954 Los tres Villalobos
- 1954 La venganza de los Villalobos
- 1954 La fuerza de los humildes
- 1954 A los cuatro vientos
- 1954 Las coronelas
- 1954 Qué lindo cha-cha-cha
- 1954 El casto Susano
- 1953 Frontera Norte
- 1953 Quiéreme porque me muero
- 1953 Piel Canela
- 1953 El mariachi desconocido
- 1953 Penita Pena
- 1953 Espaldas mojadas
- 1953 Las tres viudas alegres
- 1953 Solamente una vez
- 1953 El jinete
- 1953 Miradas que matan
- 1953 Cantando nace el amor
- 1953 Mi noche de boda
- 1953 Del rancho a la televisión
- 1953 Me traes de un ala
- 1953 Doña Mariquita de mi corazón
- 1952 El bello durmiente
- 1952 Traigo mi 45
- 1952 Las tres alegres comadres
- 1952 La diosa de Tahití
- 1952 Tío de mi vida
- 1952 Aventura en Río
- 1952 Amor de locura
- 1952 Hijos de María Morales

- 1952 Ambiciosa'
- 1952 Los dineros del diablo
- 1952 La isla de las mujeres
- 1952 El casto Susano
- 1952 Ahí vienen los gorrones
- 1952 Mujeres que trabajan
- 1952 Sucedió en Acapulco
- 1951 Mujeres de teatro[9]
- 1951 'El suavecito
- 1951 Necesito dinero
- 1951 María Cristina (película)
- 1951 Los huéspedes de La Marquesa
- 1951 Amor perdido
- 1951 Una gringuita en México
- 1951 Mátenme porque me muero
- 1951 El puerto de los siete vicios
- 1951 Delirio tropical
- 1951 El lobo solitario
- 1951 Vuelve el lobo
- 1951 Quiero vivir
- 1951 Mi campeón
- 1951 El enamorado
- 1951 Mamá nos quita los novios
- 1950 Borrasca
- 1950 Azahares para tu boda
- 1950 El ciclón del Caribe
- 1950 Mi querido capitán
- 1950 Al son del mambo
- 1950 También de dolor se canta
- 1950 Traicionera
- 1950 Amor vendido
- 1950 Barrio bajo
- 1950 La reina del mambo
- 1950 Serenata en Acapulco
- 1950 El Tigre enmascarado
- 1950 El Rey del barrio
- 1949 Tú solo tú
- 1949 No me defiendas compadre
- 1949 Rayito de Luna[10]